# Факультад де Медисина (станция метро)
«Факультад де Медисина» (исп. Facultad de Medicina) — станция Линии D метрополитена Буэнос-Айреса.
Станция находится на границе районов Бальванера и Реколета, на улице Авенида Кордоба перед зданием Факультета экономических наук Университета Буэнос-Айреса, в котором ранее располагался Медицинский факультет, который и дал название станции метро. При первом правительстве Хуана Доминго Перона она именовалась как «Хустисиалисмо». Станция Факультад де Медисина была открыта 10 июня 1938 года. В 1997 году станция была включена в число Национальных исторических памятников.
Платформы станции украшают 2 фрески размером 15,5 х 1,8 метров. Первая фреска выполнена по эскизу 1936 года художника Альфредо Гидо, на ней изображён Росарио в 1836 году: почта, молотьба и крестьянская усадьба. На другой фреске — всё тот же город Росарио, но 1938 года с портом и мостом Сетубал через реку Парана.

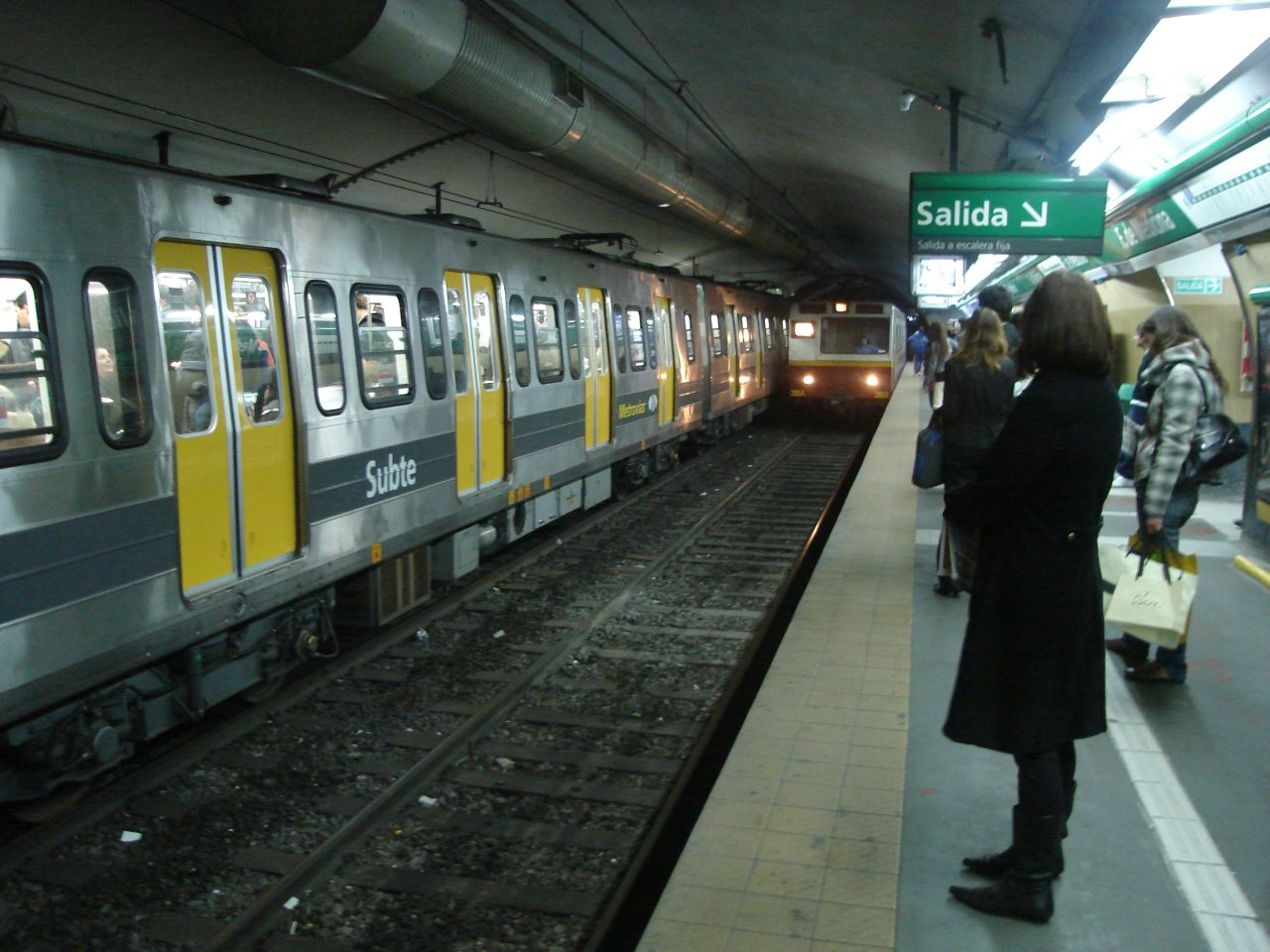
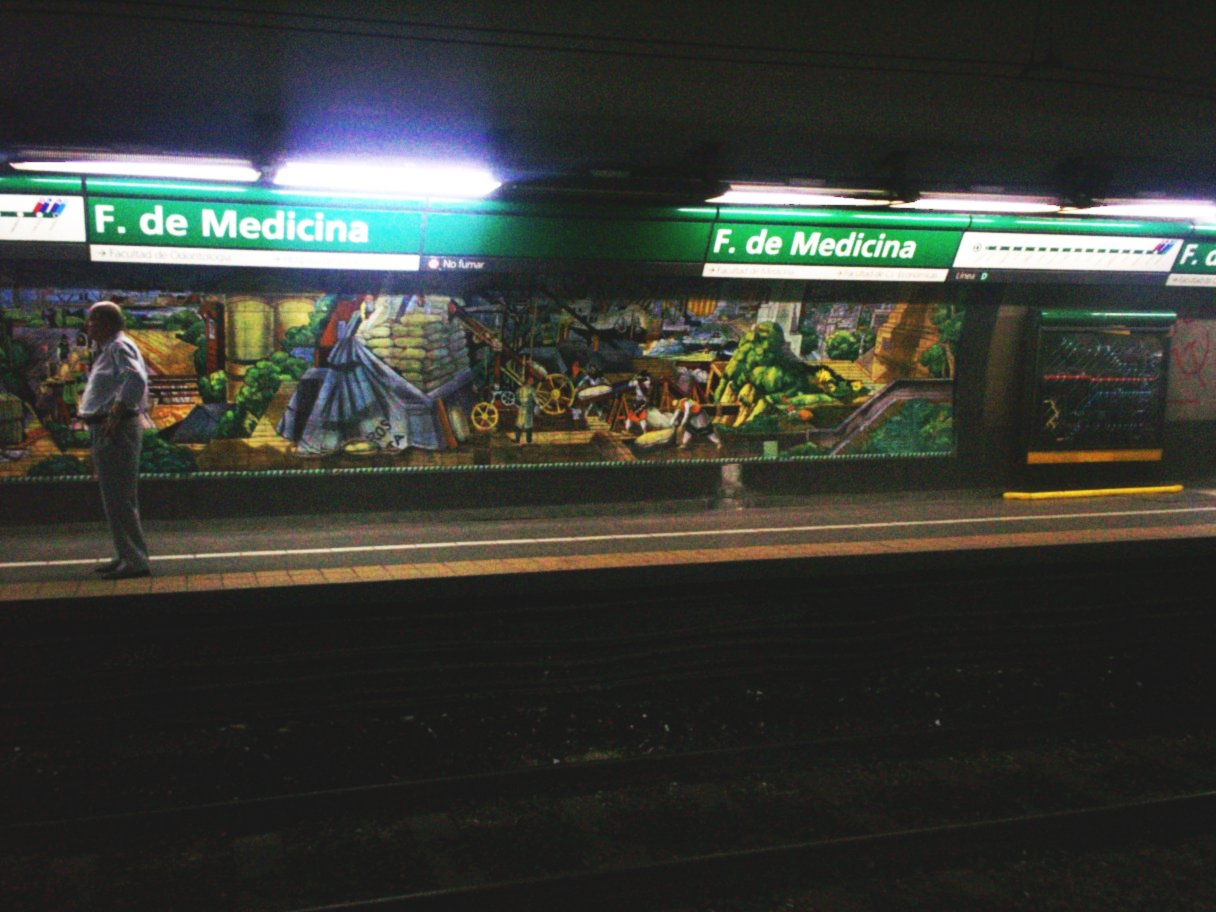
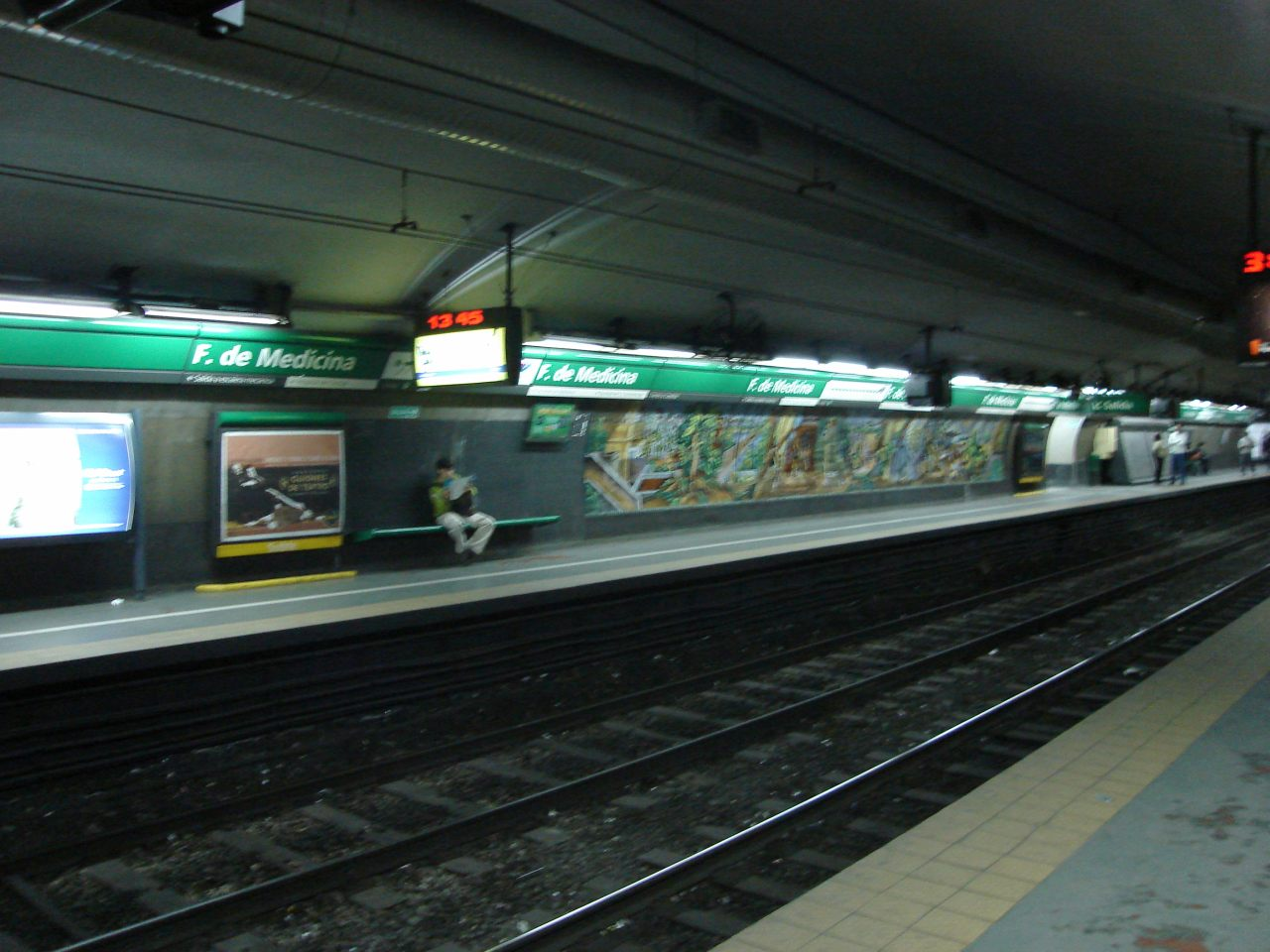